# NGC 7433
NGC 7433 est une galaxie spirale située dans la constellation de Pégase. Sa vitesse par rapport au fond diffus cosmologique est de 7 238 ± 44 km/s, ce qui correspond à une distance de Hubble de 106,8 ± 7,5 Mpc (∼348 millions d'al). NGC 7433 a été découverte par l'astronome irlandais R. J. Mitchell en 1855.

## Groupe de NGC 7436

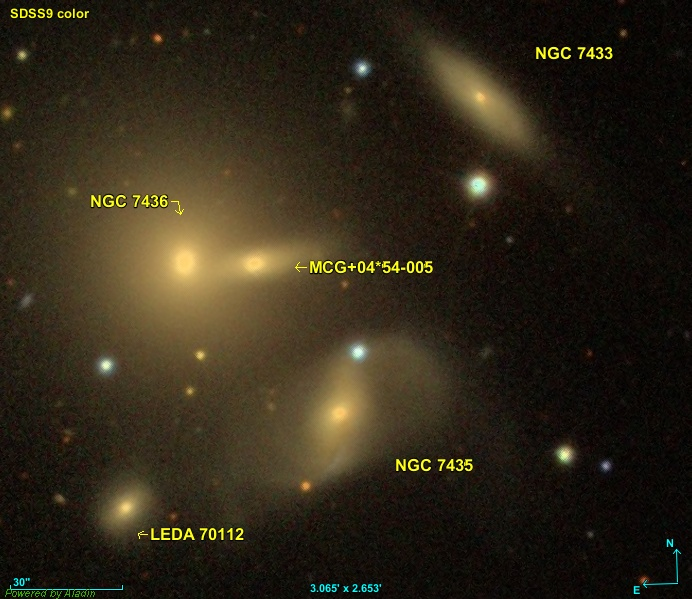
Cinq galaxies se trouvent dans la même région du ciel que NGC 7433 et leur distance de Hubble sont très semblables.

NGC 7433 est l'un des cinq membres du groupe de NGC 7436, la galaxie la plus brillante du groupe. Les quatre autres galaxies sont NGC 7435, NGC 7436, LEDA 70112 et MCG 04 54 005 désignée par certains comme NGC 7436A. Ce groupe est aussi mentionné par la désignation WBL692 par White et al. dans un article publié en 1999. Cet article indique aussi que cinq galaxies sont membres du groupe, mais elles ne sont toutefois malheureusement pas identifiées.
Note : il y a passablement de confusion au sujet de l'identification NGC des galaxies dans ce groupe compacte. Par exemple, ce qui est certainement incorrecte, WikiSky désigne NGC 7433 comme étant NGC 7431.